# Banyumas (regentschap)

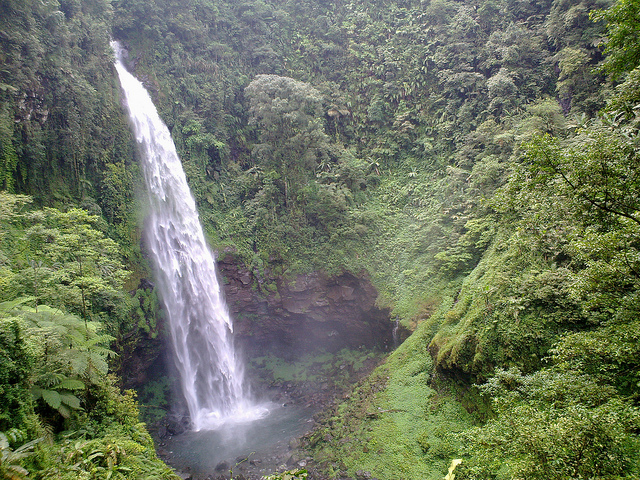
Curug Cipendok, een waterval van 93 meter, 15 km ten westen van Purwokerto

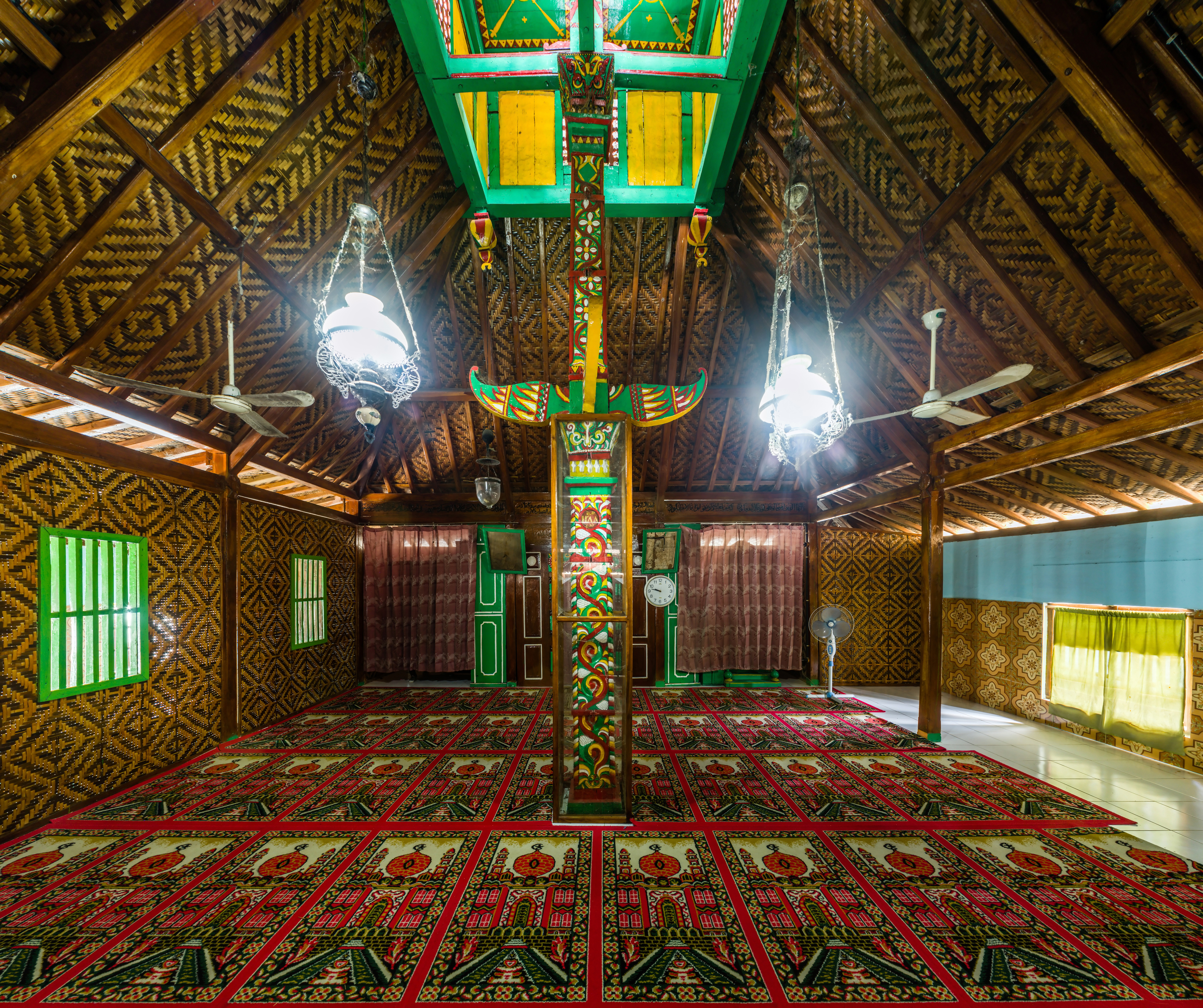
Interieur van de Saka Tunggal-moskee

Banyumas (Javaans: ꦧꦚꦸꦩꦱ꧀, voorheen gespeld als "Banjoemas") is een regentschap (Indonesisch: kabupaten) in het zuidwestelijke deel van de provincie Midden-Java in Indonesië. De hoofdstad is Purwokerto. Het regentschap heeft een oppervlakte van 1.335,30 km². Het had bij de volkstelling van 2010 een bevolking van 1.554.527; in januari 2014 werd de bevolking geschat op 1.573.593. 
Banyumasan, de taal die in deze regio gesproken wordt, is van Austronesische oorsprong en wordt gewoonlijk beschouwd als een Javaans dialect. De term Banyumasan wordt ook gebruikt als een bijvoeglijk naamwoord dat verwijst naar de cultuur, taal en volkeren van het bredere Banyumas-gebied, de residentie Banjoemas  voor de Indonesische onafhankelijkheid.

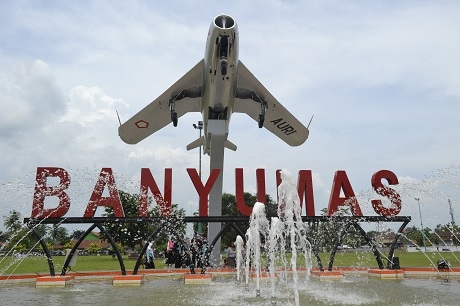
Stadsplein (alun alun) van de hoofdstad Purwokerto

## Onderdistricten
Banyumas omvat 27 onderdistricten (kecamatan):
| Onderdistrict      | Bevolking (2010) |
| ------------------ | ---------------- |
| Lumbir             | 43.330           |
| Wangon             | 73.048           |
| Jatilawang         | 57.052           |
| Rawalo             | 45.268           |
| Kebasen            | 55.746           |
| Kemranjen          | 62.385           |
| Sumpiuh            | 49.790           |
| Tambak             | 41.013           |
| Somagede           | 31.827           |
| Kalibagor          | 45.956           |
| Banyumas           | 45.617           |
| Patikraja          | 50.357           |
| Purwojati          | 30.804           |
| Ajibarang          | 89.899           |
| Gumelar            | 45.154           |
| Pekuncen           | 64.424           |
| Cilongok           | 108.852          |
| Karanglewas        | 57.195           |
| Kedung Banteng     | 51.118           |
| Baturraden         | 47.152           |
| Sumbang            | 74.638           |
| Kembaran           | 72.148           |
| Sokaraja           | 76.903           |
| Purwokerto Selatan | 70.519           |
| Purwokerto Barat   | 49.083           |
| Purwokerto Timur   | 57.112           |
| Purwokerto Utara   | 57.237           |

Stadsgemeenten: Magelang · Surakarta · Salatiga · Semarang · Pekalongan · Tegal

Regentschappen: Banjarnegara · Banyumas · Batang · Blora · Boyolali · Brebes · Cilacap · Demak · Grobogan · Japara · Karanganyar · Kebumen · Kendal · Klaten · Kudus · Magelang · Pati · Pekalongan · Pemalang · Purbalingga · Purworejo · Rembang · Semarang · Sragen · Sukoharjo · Tegal · Temanggung · Wonogiri · Wonosobo